# دختر گیبسون (ترانه)
«دختر گیبسون» (به انگلیسی: Gibson Girl) ترانه‌ای از خواننده-ترانه‌پرداز آمریکایی اتل کین می‌باشد که توسط خود کین تهیه و آهنگسازی‌اش را انجام داده و در ۱۷ مارس سال ۲۰۲۲ به‌عنوان تک‌آهنگ اصلی نخستین آلبوم استودیویی وی تحت عنوان دختر واعظ (۲۰۲۲) منتشر گردید. «دختر گیبسون» که ترانه‌ای شهوت‌انگیز و پرتعلیق است به «وجه‌های تازه از انرژی زنانه» می‌پردازد.